# Vîhîlivka, Iarmolînți
Vîhîlivka (în ucraineană Вихилівка) este un sat în comuna Pravdivka din raionul Iarmolînți, regiunea Hmelnîțkîi, Ucraina.

## Demografie
Componența lingvistică a localității Vîhîlivka
     Ucraineană (99,26%)
     Alte limbi (0,74%)
Conform recensământului din 2001, majoritatea populației localității Vîhîlivka era vorbitoare de ucraineană (99,26%), existând în minoritate și vorbitori de alte limbi.